# Haeromys margarettae
Haeromys margarettae és una espècie de mamífer rosegador de la família dels múrids. És endèmica de Malàisia. Es tracta d'un animal arborícola. El seu hàbitat natural són els boscos de diferents tipus. Es desconeix si hi ha cap amenaça significativa per a la supervivència d'aquesta espècie. Aquest tàxon fou anomenat en honor de Margaret Brooke.